# Xenophyophorea
Xenophyophorea — гігантські амеби, які є одними з найбільших окремих клітин в живій природі, часто ростуть більше ніж на чотири дюйми. Ці одноклітинні організми живуть на екстремальних глибинах — до 10641 метрів (6,6 милі), незважаючи на холод і тиск (тиск може досягати більш восьми тонн на квадратний дюйм).